# シイバ
シイバ（椎葉418/418/ShÍva/願木マリ、1989年12月19日 - ）とは福岡県出身、大阪府八尾市育ちの日本人シンガーソングライター、作曲家、作詞家、編曲家、女装DJパフォーマー。ジャンルはポップス、ポップ・ロック、エレクトロニカ、ロック。

## 略歴
- 2007年4月インディーズパフォーマンスレーベルAvihs Recordから大阪と東京でデビュー同年シングル「回る魚/定速30」を発売。同レーベルにて屋内外でのライブ活動を積む
- 2007年Avihs Recrodと共同運営のDream leaf Projectからシングル「さよならホーム」シングル「戦士」アルバム「Wonder lad」を発売、この作品をもってAvihs Recordは解体。同アルバムはインディーズチャートで2位を獲得。
- 2007-2010年まで、ソロでライブを中心に楽曲提供等で活動
- 2010年ポップロックバンド「ハルフウェイ」を始動。 ACIDMAN との2マンライブを大阪国際大学特設野外ステージにて敢行。同年の解散に伴い自主レーベル(C)CATS RECORDと(C)Avihs Noctis Productを設立。ライブアルバム「私達ハルフウェイだった。」を発売、解散。ソロでアルバム「Noctiluca」を発売。同年エレクトロポップロックユニットVóltaを結成
- 2012年にソロアルバム「animalogic KEY」「animalogic ELE」を2枚同時リリース
- 2013年1月 ミニアルバム「THE 1st infection」を発売。
- 2014年1月に東名阪ツアーを敢行。
- 同年6月、Vólta解散。解散に伴いソロ活動を再始動、同年7月7日に活動10周年記念ベストアルバム「椎葉集1525」をライブ会場、通販限定で発売。

## 作品一覧

### シングル
- 「回る魚/定速30」椎葉
- 「さよならホーム」椎葉
- 「戦士」椎葉

### アルバム
- 「Wonder lad」椎葉
- 「Noctiluca」椎葉418
- 「私達はハルフウェイだった。」ハルフウェイ
- 「animalogic KEY」椎葉418
- 「animalogic ELE」椎葉418
- 「１１」

### ミニアルバム
- 「THE 1st infection」Vólta

### ベストアルバム
- 「椎葉集1525」シイバ

### 参加作品
中島みゆき
太地

### 代表的な提供曲
- 「勿忘草」拓夢
- 「VIBE」NANA
- 「クリエイト」mayu
- 「単純と水準」mayu
- 「玉手ボックス」MNB
- 「同上の上で」mayu
- 「不思議イノセンス」mayu